# The Ostrich and the Lady
The Ostrich and the Lady è un cortometraggio muto del 1910 diretto da Gilbert M. 'Broncho Billy' Anderson.

## Produzione
Il film fu prodotto dalla Essanay Film Manufacturing Company. Venne girato a Santa Barbara.

## Distribuzione
Il film - un cortometraggio lungo 50 metri - uscì nelle sale cinematografiche USA il 5 marzo 1910. Nelle proiezioni, veniva programmato con il sistema dello split reel, accorpato in un'unica bobina con un altro cortometraggio prodotto dall'Essanay e diretto da Anderson, il western The Ranch Girl's Legacy.